# Acrostatheusis sanaga
Acrostatheusis sanaga är en fjärilsart som beskrevs av Claude Herbulot 1991. Acrostatheusis sanaga ingår i släktet Acrostatheusis och familjen mätare. Inga underarter finns listade i Catalogue of Life.